# Miss Universo 2004
Miss Universo 2004, la 53.ª edición del concurso Miss Universo, se llevó a cabo en el Centro de Convenciones CEMEXPO en Quito (Ecuador) el 1 de junio de 2004.
Representantes provenientes de ochenta países y territorios compitieron por el título en esta edición del concurso. Al final del evento, Miss Universo 2003, Amelia Vega de República Dominicana, coronó como su sucesora a Jennifer Hawkins de Australia. Elegida por un jurado de once personas, la ganadora, de 20 años, se convirtió en la segunda —y hasta ahora más reciente— representante de su país en obtener el título de Miss Universo, después de Kerry Anne Wells (Miss Universo 1972).
El concurso fue presentado por Billy Bush y Daisy Fuentes. La cantante y compositora Gloria Estefan se encargó del entretenimiento.

## Antecedentes

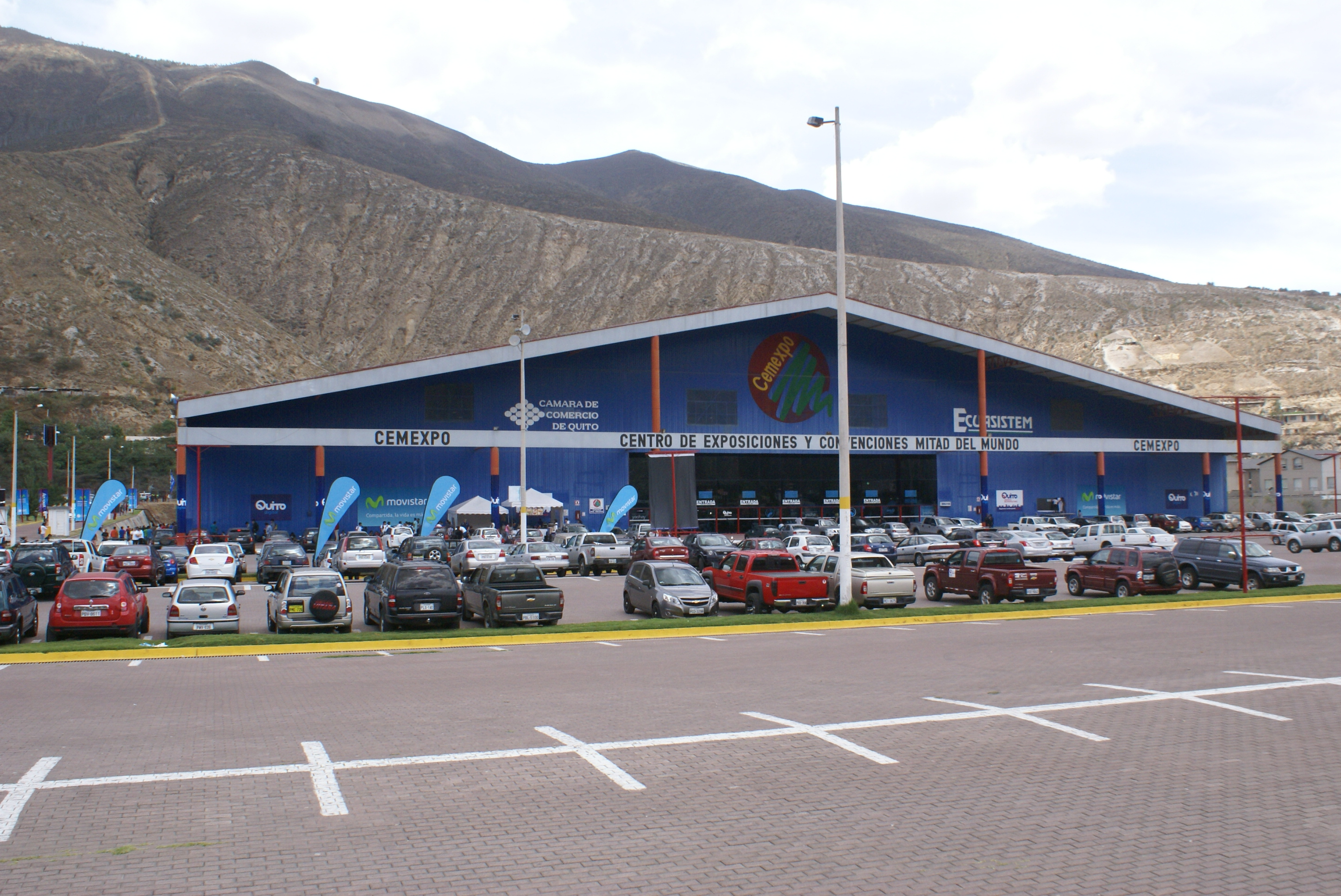
CEMEXPO, sede de Miss Universo 2004

### Ubicación y fecha
En septiembre de 2002, la Organización Miss Bahamas Universe anunció que Bahamas estaba tentativamente programado para ser la sede del concurso. Sin embargo, los planes para albergar el concurso no se materializaron, y Bahamas finalmente albergó el concurso en 2009.
Quito (Ecuador) fue anunciada como ciudad anfitriona del concurso el 19 de agosto de 2003. La ciudad pagó $5 millones por el derecho de ser sede del evento, aunque anticipaba recuperar esta inversión a través de visitantes y la promoción del país durante la competencia televisada. En marzo, el ministro de comercio exterior de Ecuador se vio obligado a rechazar rumores de que el concurso estaba en riesgo de ser trasladado a China, y pidió a los ecuatorianos que respaldaran el concurso. Como un incentivo adicional para los turistas, American Airlines, patrocinador oficial aéreo del concurso, ofreció un 5% de descuento en los boletos aéreos a Quito para viajes al concurso, así como un 10% de descuento para aquellos que reservaron con un mes de anticipación. El intento de utilizar el concurso para promocionar a Ecuador amenazó con descarrilar justo antes de la transmisión, cuando un escándalo de corrupción generó crecientes demandas para la remoción del presidente Lucio Gutiérrez en el país políticamente inestable que es inminente.
Antes de la llegada de las candidatas a principios de mayo, las autoridades de Quito intentaron renovar las áreas que visitarían, lo que implicó la remoción temporal de mendigos y personas sin hogar de ciertas áreas de la ciudad. El evento fue protestado por activistas indígenas y ambientalistas que acusaron al gobierno de ocultar la pobreza del país mientras se realizaba el concurso.
Las candidatas, jueces, medios y turistas estuvieron fuertemente protegidos por un equipo de seguridad que involucró a más de 5000 oficiales de policía. El 16 de mayo, solo horas antes de que las delegadas participaran en un desfile en Cuenca, una bomba de panfleto fue desactivada por la policía. Aunque se estaba protestando contra las políticas económicas del gobierno ecuatoriano, la policía sospechó que la bomba, encontrada solo a seis cuadras de la ruta del desfile, fue programada específicamente para coincidir con el evento.

### Selección de candidatas

#### Reemplazos
Zita Galgóciová fue inicialmente elegida para representar a Eslovaquia, pero fue reemplazada por su primera finalista Zuzana Dvorská porque tenía menos de la edad mínima requerida. La Miss Hanói 2003 Nguyễn Thị Hồng Vân fue elegida para representar a Vietnam, pero fue reemplazada por la ganadora de la medalla de oro del concurso de modelaje Siêu mẫu Việt Nam 2004 (Supermodelo de Vietnam 2004) Hoàng Khánh Ngọc por razones desconocidas.

#### Debuts, regresos y retiros
La edición de 2004 vio los debuts de Etiopía, Georgia y Vietnam, y los regresos de Austria, Botsuana, Chile, Dinamarca, Ghana, Islas Turcas y Caicos, Kenia, Líbano, Paraguay, San Vicente y las Granadinas, y Uruguay. San Vicente y las Granadinas compitió por última vez en 1991, Austria en 1999, Dinamarca en 2000, Botsuana, Islas Turcas y Caicos, Líbano y Paraguay en 2001, mientras que los demás compitieron por última vez en 2002. Albania, Argentina, Mauricio, Namibia y Nueva Zelanda se retiraron.

## Resultados

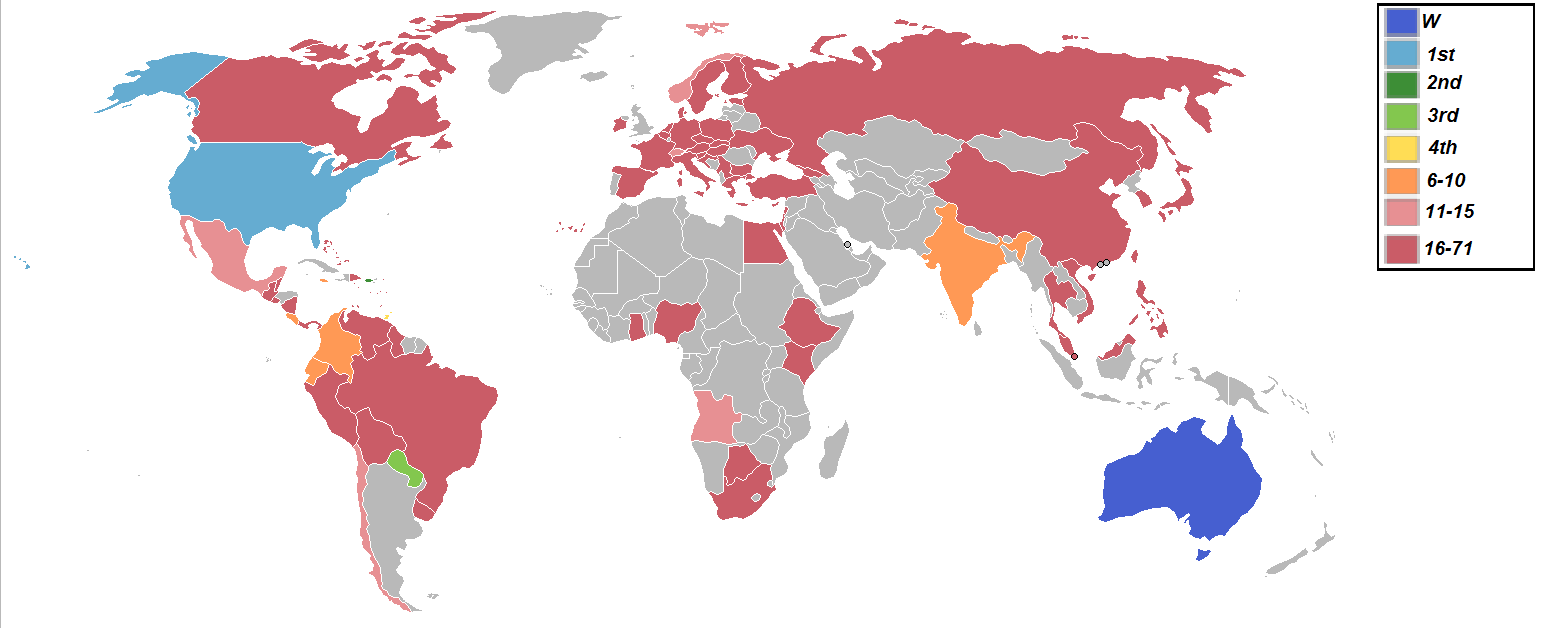
Mapa en el que se muestra las posiciones de los países competidores en esta edición.

### Clasificación final
La ganadora, las finalistas, las semifinalistas y las cuartofinalistas son las siguientes candidatas:
| Posición                  | Candidata |
| ------------------------- | --- |
| Miss Universo 2004        | - Australia - Jennifer Hawkins |
| Primera finalista         | - Estados Unidos - Shandi Finnessey |
| Segunda finalista         | - Puerto Rico - Alba Reyes |
| Tercera finalista         | - Paraguay - Yanina González |
| Cuarta finalista          | - Trinidad y Tobago - Danielle Jones |
| Semifinalistas (Top 10)   | - Colombia - Catherine Daza - Costa Rica - Nancy Soto - Ecuador - Susana Rivadeneira - India - Tanushree Dutta - Jamaica - Christine Straw |
| Cuartofinalistas (Top 15) | - Angola - Telma Sonhi - Chile - Gabriela Barros - México - Rosalva Luna - Noruega - Kathrine Sørland - Suiza - Bianca Sissing             |

### Premios especiales
Los premios especiales fueron otorgados a las siguientes candidatas:
| Premio          | Candidata                    |
| --------------- | ---------------------------- |
| Mejor pasarela  | - Vietnam - Hoàng Khánh Ngọc |
| Miss Fotogénica | - Puerto Rico - Alba Reyes   |
| Miss Simpatía   | - Italia - Laia Manetti      |

#### Mejor traje nacional
| Posición                   | Candidata |
| -------------------------- | --- |
| Ganadora                   | - Panamá - Jessica Rodríguez |
| Finalistas[cita requerida] | - Ecuador - Susana Rivadeneira - Egipto - Heba El-Sisy - Estados Unidos - Shandi Finnessey - India - Tanushree Dutta - México - Rosalva Luna - Puerto Rico - Alba Reyes - Trinidad y Tobago - Danielle Jones - Uruguay - Nicole Dupont - Venezuela - Ana Karina Áñez |

## El concurso

### Formato
Al igual que en 2003, quince cuartofinalistas fueron seleccionadas a través de la competencia preliminar, que consistió en las competencias de trajes de baño y trajes de noche, así como entrevistas a puerta cerrada. Las quince cuartofinalistas compitieron en el segmento de trajes de noche y fueron reducidas a diez después. Las diez semifinalistas compitieron en la competencia de trajes de baño y fueron reducidas a cinco después. Las cinco finalistas compitieron en la ronda de preguntas y respuestas y la última pasada (final look).

### Panel de jueces
El panel de jueces estuvo conformado por las siguientes once personas:
- Bo Derek, actriz de cine
- Bill Rancic, ganador de la primera temporada de The Apprentice
- Katie Pritz, ganadora del concurso «You Be The Judge» del programa Today
- Wendy Fitzwilliam, Miss Universo 1998 de Trinidad y Tobago
- Elsa Benítez, modelo mexicana
- Jon Tutolo, presidente de Trump Model Management
- Anne Martin, vicepresidenta de Global Cosmetics y Marketing de Procter & Gamble Cosmetics
- Monique Menniken, supermodelo
- Petra Nemcova, supermodelo de Sports Illustrated
- Jefferson Pérez, medallista de oro ecuatoriano de los Juegos Olímpicos de Atlanta 1996
- Emilio Estefan, músico y productor cubano

Nota: Kwame Jackson, finalista de la primera temporada de The Apprentice, fue inicialmente elegido como juez, pero fue descalificado porque visitó inadvertidamente el hotel donde se hospedaban las delegadas e interactuó con algunas de las concursantes.

## Candidatas
Ochenta candidatas compitieron por el título.
| País/Territorio              | Candidata              | Edad | Procedencia         |
| ---------------------------- | ---------------------- | ---- | ------------------- |
| Alemania                     | Shermine Shahrivar     | 21   | Alemania Meridional |
| Angola                       | Telma Sonhi            | 18   | Lunda Sur           |
| Antigua y Barbuda            | Ann-Marie Brown        | 25   | Saint John          |
| Aruba                        | Zizi Lee               | 22   | Oranjestad          |
| Australia                    | Jennifer Hawkins       | 20   | Newcastle           |
| Austria                      | Daniela Strigl         | 23   | Salzburg            |
| Bahamas                      | Raquel Horton          | 24   | Nueva Providencia   |
| Barbados                     | Cindy Batson           | 19   | Saint Michael       |
| Bélgica                      | Lindsy Dehollander     | 21   | Bruselas            |
| Belice                       | Leilah Pandy           | 23   | Ciudad de Belice    |
| Bolivia                      | Gabriela Oviedo        | 21   | Santa Cruz          |
| Botsuana                     | Icho Keolotswe         | 24   | Gaborone            |
| Brasil                       | Fabiane Niclotti       | 19   | Gramado             |
| Bulgaria                     | Ivelina Petrova        | 18   | Varna               |
| Canadá                       | Venessa Fisher         | 18   | Waterdown           |
| Chile                        | Gabriela Barros        | 23   | Viña del Mar        |
| China                        | Zhang Meng             | 23   | Tianjin             |
| China Taipéi                 | Janie Hsieh            | 26   | Taipei              |
| Chipre                       | Nagia Iakovidou        | 21   | Nicosia             |
| Colombia                     | Catherine Daza         | 21   | Cali                |
| Corea del Sur                | Choi Yun-yong          | 20   | Seúl                |
| Costa Rica                   | Nancy Soto             | 23   | San Lorenzo         |
| Croacia                      | Marijana Rupčić        | 18   | Eslavonia           |
| Curazao                      | Angeline da Silva      | 19   | Willemstad          |
| Dinamarca                    | Tina Christensen       | 22   | Copenhague          |
| Ecuador                      | Susana Rivadeneira     | 24   | Quito               |
| Egipto                       | Heba El-Sisy           | 22   | El Mansura          |
| El Salvador                  | Gabriela Mejía         | 19   | San Salvador        |
| Eslovaquia                   | Zuzana Dvorská         | 19   | Banská Bystrica     |
| Eslovenia                    | Sabina Remar           | 22   | Trbovlje            |
| España                       | María Jesús Ruiz       | 21   | Andújar             |
| Estados Unidos               | Shandi Finnessey       | 25   | Florissant          |
| Estonia                      | Sirle Kalma            | 22   | Viljandi            |
| Etiopía                      | Ferehyiwot Abebe       | 18   | Bahir Dar           |
| Filipinas                    | Maricar Balagtas       | 21   | Plaridel            |
| Finlandia                    | Mira Salo              | 23   | Helsinki            |
| Francia                      | Lætitia Bléger         | 23   | Saint-Hippolyte     |
| Georgia                      | Nino Murtazashvilli    | 21   | Tiflis              |
| Ghana                        | Menaye Donkor          | 23   | Acra                |
| Grecia                       | Valia Kakouti          | 23   | Atenas              |
| Guatemala                    | Marva Weatherborn      | 20   | Izabal              |
| Guyana                       | Odessa Phillips        | 21   | Vergenoegen         |
| Hungría                      | Blanka Bakos           | 19   | Ibrány              |
| India                        | Tanushree Dutta        | 20   | Jamshedpur          |
| Irlanda                      | Cathriona Duignam      | 23   | Dublín              |
| Islas Caimán                 | Stacey-Ann Kelly       | 25   | Bodden Town         |
| Islas Turcas y Caicos        | Shamara Ariza          | 19   | Isla Gran Turca     |
| Israel                       | Gal Gadot              | 19   | Rosh HaAyin         |
| Italia                       | Laia Manetti           | 23   | Milán               |
| Jamaica                      | Christine Straw        | 24   | Blue Mountains      |
| Japón                        | Eri Machimoto          | 20   | Fukuyama            |
| Kenia                        | Anita Maina            | 21   | Nairobi             |
| Líbano                       | Marie-José Hnein       | 19   | Biblos              |
| Malasia                      | Andrea Fonseka         | 19   | Petaling Jaya       |
| México                       | Rosalva Luna           | 21   | Los Mochis          |
| Nicaragua                    | Marifely Argüello      | 22   | Managua             |
| Nigeria                      | Anita Uwagbale         | 19   | Lagos               |
| Noruega                      | Kathrine Sørland       | 24   | Sola                |
| Países Bajos                 | Lindsay Grace Pronk    | 21   | La Haya             |
| Panamá                       | Jessica Rodríguez      | 22   | Ciudad de Panamá    |
| Paraguay                     | Yanina González        | 24   | Asunción            |
| Perú                         | Liesel Holler          | 24   | Cerro de Pasco      |
| Polonia                      | Paulina Panek          | 21   | Rzeszów             |
| Puerto Rico                  | Alba Reyes             | 22   | Cidra               |
| República Checa              | Lucie Váchová          | 19   | Příbram             |
| República Dominicana         | Larimar Fiallo         | 20   | Santo Domingo       |
| Rusia                        | Ksenia Kustova         | 20   | Novosibirsk         |
| San Vicente y las Granadinas | Laferne Fraser         | 20   | Kingstown           |
| Serbia y Montenegro          | Dragana Dujović        | 19   | Novi Sad            |
| Singapur                     | Sandy Chua             | 19   | Singapur            |
| Sudáfrica                    | Joan Ramagoshi         | 25   | Gauteng             |
| Suecia                       | Katarina Wigander      | 21   | Lerum               |
| Suiza                        | Bianca Sissing         | 25   | Lucerna             |
| Tailandia                    | Morakot Kittisara      | 20   | Bangkok             |
| Trinidad y Tobago            | Danielle Jones         | 26   | St. James           |
| Turquía                      | Fatoş Seğmen           | 22   | Esmirna             |
| Ucrania                      | Oleksandra Nikolayenko | 22   | Odesa               |
| Uruguay                      | Nicole Dupont          | 20   | Maldonado           |
| Venezuela                    | Ana Karina Áñez        | 19   | Barquisimeto        |
| Vietnam                      | Hoàng Khánh Ngọc       | 19   | Hải Dương           |